# Nordwestliches Tauberland und Brehmbach
Das FFH-Gebiet Nordwestliches Tauberland und Brehmbach ist ein 2005 vom Regierungspräsidium Stuttgart nach der Richtlinie 92/43/EWG (Fauna-Flora-Habitat-Richtlinie) angemeldetes Schutzgebiet (Schutzgebietskennung DE-6423-341) im Main-Tauber-Kreis im fränkisch geprägten Nordosten Baden-Württembergs. Das FFH-Gebiet ist Bestandteil des europäischen Schutzgebietsnetzes Natura 2000. Mit Verordnung des Regierungspräsidiums Stuttgart zur Festlegung der Gebiete von gemeinschaftlicher Bedeutung vom 30. Oktober 2018 (in Kraft getreten am 11. Januar 2019), wurde das Schutzgebiet ausgewiesen.

## Beschreibung
Das FFH-Gebiet umfasst Trockenhänge und Bergkuppen, vor allem entlang der Seitentäler der Tauber mit überwiegend sehr trockenen Standortverhältnissen und herausragendem Arteninventar, artenreiche lichte Laubwälder, strukturreiche Täler von Brehmbach und Muckbach. Innerhalb des FFH-Gebietes liegen die Naturschutzgebiete Adell, Haigergrund, Hunsenberg, Langenfeld, Made und Taubenloch und Stammberg.

## Schutzzweck
Folgende Lebensraumtypen nach Anhang I der FFH-Richtlinie kommen im Gebiet vor:
- Kalk-(Halb-)Trockenrasen und ihre Verbuschungsstadien (* orchideenreiche Bestände)
- Magere Flachland-Mähwiesen
- Kalkschutthalden der kollinen bis montanen Stufe
- Erlen-Eschen- und Weichholzauenwälder
- Labkraut-Eichen-Hainbuchenwälder
- Orchideen-Kalk-Buchenwälder
- Wacholderbestände auf Zwergstrauchheiden oder Kalkrasen
- Basenreiche oder Kalk-Pionierrasen
- Fließgewässer mit flutender Wasservegetation